# BAC 3-11
BAC 2-11とBAC 3-11は1960年代末にイギリスのブリティッシュ・エアクラフト・コーポレーション(BAC)で進められた旅客機の計画。計画は設計段階で終了した。

## 概要
1960年代にBACはビッカース VC-10のような既存の旅客機の後継機種の構想に興味を示し、当初は一般的にはSuper VC10として認識されるVC10の2階建て仕様が検討された。この概念の失敗後、英国海外航空(BOAC)はアメリカ製のボーイング747を代わりに選定して、BACは成功したBAC 1-11を部分的に基にしたより小型の機体の開発を決定した。その結果提案された191から208席の旅客機は2-11として知られ、エアバスの代替案として他のヨーロッパ諸国との共同開発が計画された。しかし、2-11の調査はイギリス政府がエアバスへの協力を志向したので1968年に中止された。
1969年にイギリスがエアバス計画から撤退することを決定した後、BACは2-11の設計を迅速に修正し、3-11として知られる最新の提案を作成するために更新された。それは、大きさ、重量、および用途の点では、元のエアバスの設計と同様に、ワイドボディ旅客機だった。 1970年8月、BEAの会長のSir Anthony Milwardは、3-11計画に対する楽観的な意見を表明した。1969年11月中に技術省から3-11へ資金の支援が検討された。しかし、いくつかの理由、エアバスと真っ向からの競争を避ける政策的な合意と開発費用の予想外の高騰の傾向により1970年12月2日に航空供給大臣であるFrederick Corfieldは公的支援はないことを表明したことにより、翌年、BACはその計画を延期した。

## 開発

### 2-11
1960年代にヨーロッパの航空機製造会社の間でデハビランドコメットやブリストル・ブリタニアやシュド・アヴィアシオンのカラベル、B707等の第1世代の旅客機を置き換える新世代の旅客機の開発への関心が高まった。イギリスではBACも例外ではなく、民間と軍用の両方の需要に関心を持っていた
1964年にBACと国内の競合企業であるホーカーシドレーの両社は既存の旅客機であるVC10とホーカーシドレー・トライデントの延長型の製造への調査をした。最初の半年にBACはSuper VC10と呼ばれるVC10の2階建て仕様の2つの案を提案した。しかし、その案は成功のためには数千万ポンドのイギリス政府による支援を必要とすることが明らかになった。航空作家であるDerek Woodによれば2階建てでは計画されたロールス・ロイス RB178 ターボファンエンジンが必要だったが、商業的な見通しが良くなく、英国海外航空 (BOAC)は代わりにボーイング 747の購入を決めた。

### 3-11
1968年にイギリス政府は市場の見込みが無いのでエアバスから脱退を決めた。 BACはその決定に勇気づけられ、凍結していた2-11の設計を手直しして再提案した
3-11は1967年と1969年にパリ航空ショーで発表された。それはワイドボディ機で当時、開発の初期段階だったエアバスA300と同規模で航続距離等の仕様も幾分似ていた。

### 支援の欠如と中止
3-11の開発には巨額の資金が必要でそれはもはや衰退しつつあったイギリスの航空機産業では賄いきれるものではなく、イギリス政府でさえも賄う事は困難だった。そのため1970年12月に計画は中止された。